# Jan Jirka
Jan Jirka (5 de octubre de 1993) es un deportista de la República Checa que compite en atletismo. Ganó una medalla de oro en el Campeonato Europeo de Atletismo por Equipos de 2021, en la prueba de 200 m.